# 普雷里湖鎮區 (愛荷華州馬里昂縣)
普雷里湖鎮區（英語：Lake Prairie Township）是位於美國愛荷華州馬里昂縣的一個行政鎮區。

## 地方資料
根據2010年美國人口普查的數據，普雷里湖鎮區的面積為185.39平方千米，當中陸地面積為182.36平方千米，而水域面積為3.03平方千米。當地共有人口12498人，而人口密度為每平方千米67.41人。